# Cathédrale Notre-Dame de Saint-Omer
Cette  cathédrale n’est pas la seule cathédrale Notre-Dame.
La cathédrale Notre-Dame de Saint-Omer est une église catholique située à Saint-Omer dans le Pas-de-Calais, en France. Dédiée à la Sainte-Vierge, l'édifice garde son statut de cathédrale car l'évêché est triple : Arras, Boulogne et Saint-Omer. Basilique mineure érigée par le pape Léon XIII le 4 avril 1879.
L'édification de la cathédrale s'étale du XIe siècle au XVIe siècle. Son architecture mêle des éléments de styles gothique primitif, rayonnant et flamboyant. La cathédrale abrite entre autres une horloge astronomique de 1558, un buffet d'orgue monumental, un tableau de Rubens et une dalle en labyrinthe.

## Historique

### Une chapelle dédiée à Notre-Dame à l'origine
L'origine de la ville de Saint-Omer est monastique car elle correspond à l'installation de moines originaires du Cotentin : Bertin de Sithiu, Ebertram et Mommelin de Noyon, venus de l'abbaye Saint-Pierre-et-Saint-Paul de Luxeuil vers un lieu entouré de marécages, sous la direction d'Audomar de Thérouanne, pour évangéliser le pays près de Portus Itius.
Après la mort d'Athalbert, successeur de saint Antimonde de Toul mort en 519, second évêque de la Morinie, la Morinie est restée sans autorité ecclésiastique. Au VIIe siècle, Dagobert réorganise l'évêché de Thérouanne, le plus au nord de la Gaule, et nomme à sa tête Audomar de Thérouanne, également connu sous le nom de Saint-Omer, moine de l'abbaye Saint-Pierre-et-Saint-Paul de Luxeuil né dans le Cotentin, affirmation réfutée par certaines sources.
Saint Omer, premier évêque des Morins, ou troisième évêque de Thérouanne, reçoit en don d'Adroald, un seigneur local qu'il a converti au christianisme, le territoire de la « villa Sitdiu » ou Sithieu en 649,.
Après une première installation dans un endroit insalubre, les religieux se sont déplacés dans un lieu situé plus au nord sur le terrain donné à saint Omer où a été construite au point le plus haut une chapelle, vers 659, à l'emplacement d'un temple païen dédié à Minerve,. Cette chapelle était dédiée à la Vierge Marie. Un cloître y est ensuite construit pour abriter les moines et l'abbé de l'abbaye de Sithiu. Le bourg de Sithiu va s'agglomérer autour. L'abbaye a reçu sa sépulture, ainsi que celle des moines. Les premières constructions étaient réalisées en bois. Avant sa mort, en 662, il la confie à Saint-Bertin, alors abbé de Sithiu, construite quelques années auparavant,, les réunissant après la mort d'Audomar de Thérouanne de fait, en un monastère double.
L'église de la Vierge constituait la partie haute du complexe monastique, tandis que l'abbaye de Saint-Pierre et de Saint-Paul constituait la partie basse,.

### La chapelle devient une collégiale durant la période médiévale

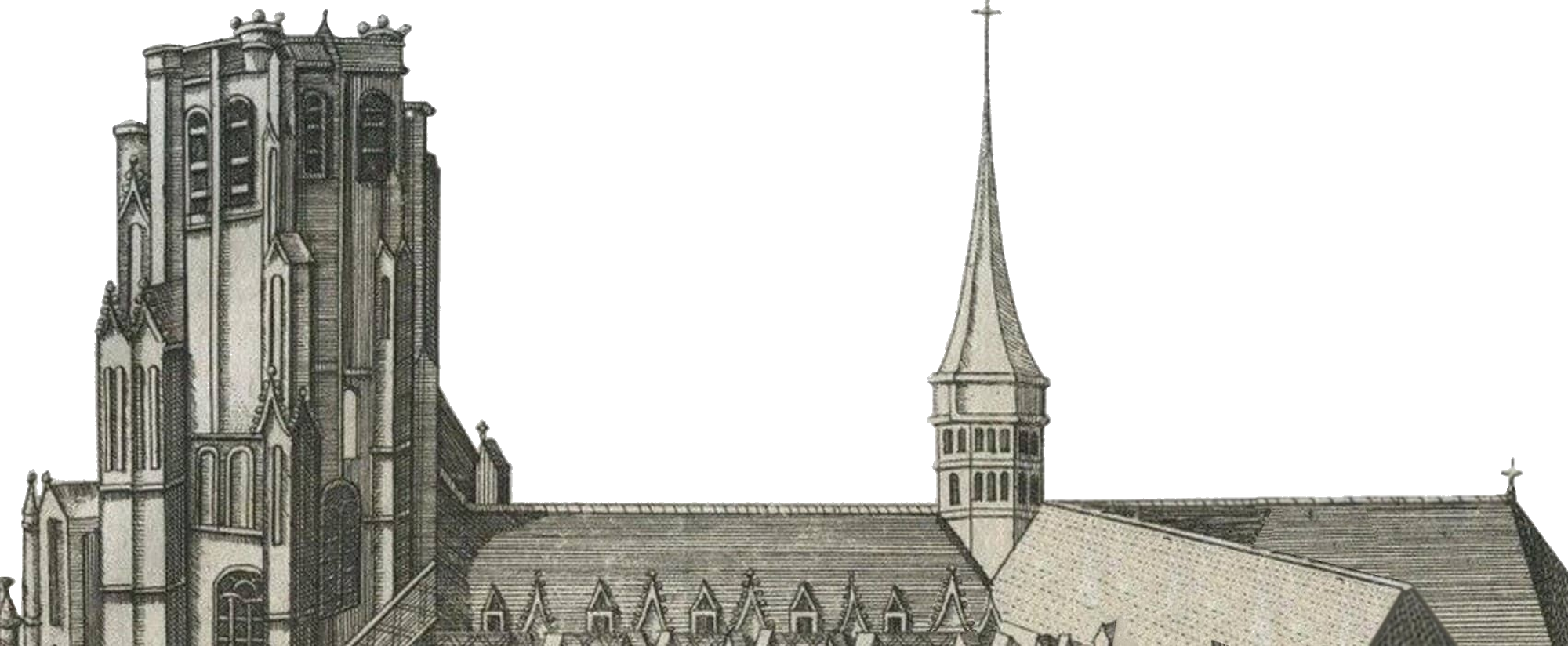
La flèche de l'église de la Vierge.

Cette unité de fait fut rompue en 820, lorsque l'abbé Frédegis de Tours, un anglo-saxon, appliqua la réforme de l'Empereur carolingien Louis le Pieux. La chapelle devient une collégiale, une église desservie par 30 chanoines.
Puis les normands, reparurent une troisième fois dans la nuit du 16 avril 891. Ces Barbares pensaient comme d'habitude surprendre les habitants dans leur sommeil. Mais une surprise de taille les attendait, et cette fois ils furent exterminés par la population.
L'église du monastère fut détruite par un incendie en 1033, elle sera reconstruite en pierre et dans le style roman en 1052. Elle sera encore victime d'un incendie en 1191. On commença alors à reconstruire le chœur, le déambulatoire et les chapelles rayonnantes, puis en 1263, on construisit le transept. Les travaux s'échelonnent du XIe au XVIe siècle. Le croisillon sud du transept fut allongé en 1375–1379 et on entreprit alors la reconstruction de la nef. L'édification des chapelles latérales de la nef date des années 1386 à 1403. Les plus anciennes furent construites au sud. La nef centrale ne fut achevée qu'en 1473, et ses voûtes en 1506.

### La collégiale devient cathédrale à la Renaissance
De 1449 à 1472, Jehan de Meldre, maître d'œuvre procéda à l'allongement du croisillon nord du transept. À cette époque la tour à l'ouest qui était restée romane fut consolidée et rehaussée.
À partir de 1473 et jusqu'en 1521, on procéda à la construction de la tour occidentale autour de cette tour romane. Celle-ci fut ainsi rhabillée et reçut un décor inspiré de celui de l'abbatiale Saint-Bertin (construite entre 1431 et 1500). La flèche surmontant la croisée date de 1486.
Les sculptures du portail occidental furent réalisées de 1511 à 1515, par les sculpteurs brugeois Jean et Josse Van der Poele,.
En 1553, la ville de Thérouanne toute proche, où se trouvait l'évêché de l'Artois, fut totalement rasée par les troupes de Charles Quint, au cours d'un conflit qui l'opposait au roi de France Henri II. Du sel fut symboliquement répandu sur le sol de la ville. Dans les années qui suivirent, il fut décidé de partager le diocèse de Thérouanne, afin de respecter les frontières entre le royaume de France et les Pays-Bas espagnols. Ainsi fut créé en 1559 le diocèse de Saint-Omer et la collégiale Notre-Dame devint cathédrale en 1561.

### Vers la Révolution française

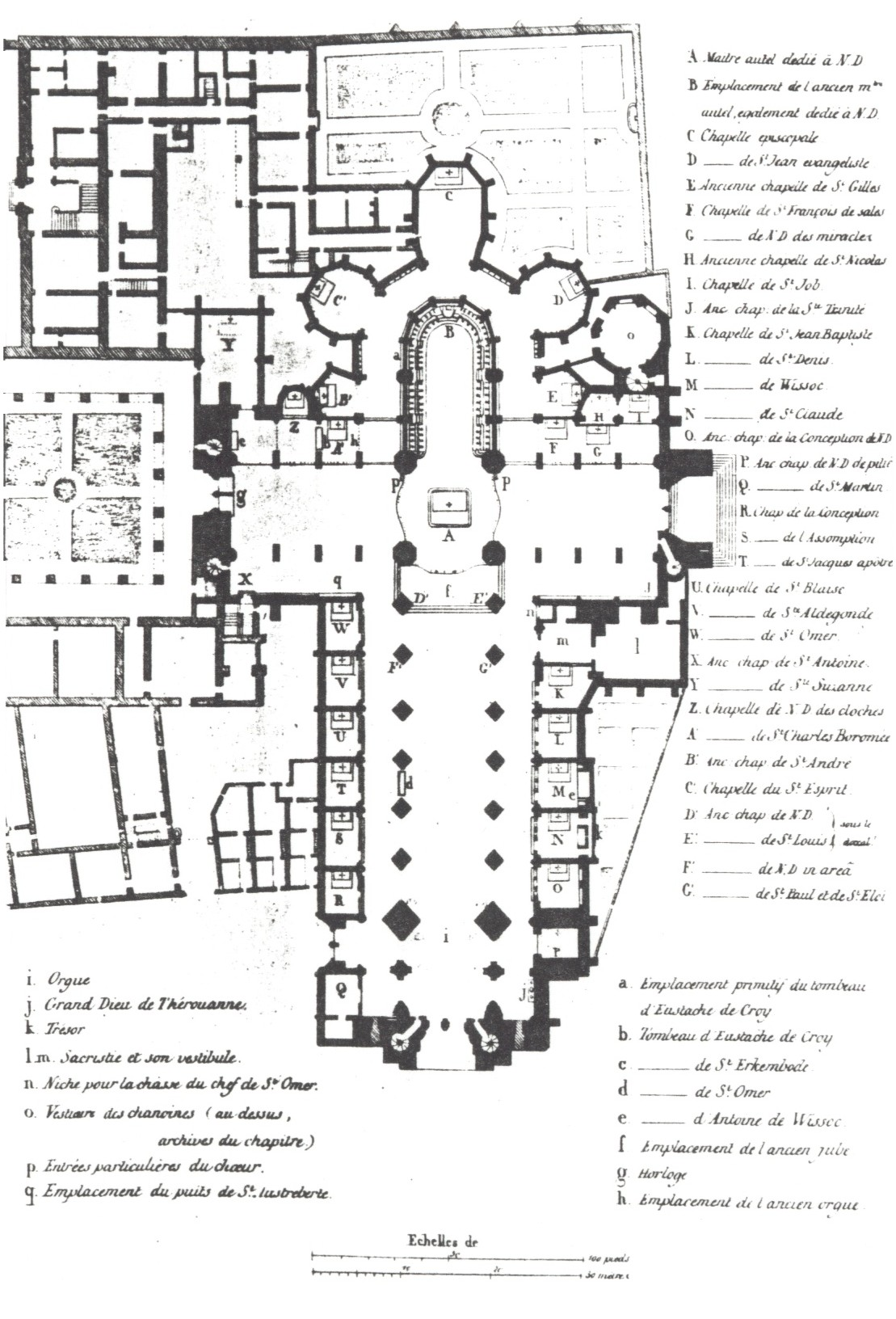
Plan de la cathédrale en 1789.

En 1606, la flèche de la croisée fut détruite par un ouragan. En 1610, on réalisa le cadran solaire du portail sud, et en 1628, on procéda au renouvellement de la chapelle axiale que l'on nomme épiscopale et requise par le nouveau rôle d'évêché de Saint Omer mais qui endossa aussi le rôle de chapelle mariale bien plus tard. En 1677, par le traité de Nimègue, Louis XIV annexe l'Artois et Saint-Omer devient française.
Fin XVIIe siècle, Jules Hardouin-Mansart (mieux connu pour Versailles) construit le palais épiscopal, résidence des évêques (aujourd'hui le palais de justice de Saint-Omer). Un accès direct à la cathédrale est ménagé pour l'évêque entre le palais et la chapelle d'axe.
Le XVIIIe siècle apporta encore quelques embellissements : l'importante chaire, installée en 1714 en provenance de l'église des Dominicains de Saint-Omer, est due au sculpteur Danvin ; puis en 1717, fut installé le superbe buffet d'orgue des frères Piette, avec une remarquable statuaire en bois. Le trône épiscopal et les boiseries du chœur datent de 1753.

### Après la Révolution française
Lors de la Révolution française, en 1792, la cathédrale, fermée au culte, fut transformée en hangar agricole, et les paysans y entreposèrent leur fourrage et leur matériel. Cette situation perdura jusqu'en 1802. Contrairement à bien d'autres églises, Notre-Dame n'eut que peu à souffrir du vandalisme des révolutionnaires. Le 2 septembre 1793, Pierre-Joseph Porion y prononce un discours sur la supériorité du régime républicain. Le 24 septembre, l'autorité militaire estime avoir besoin de la Cathédrale pour en faire un entrepôt ; Porion se contentant désormais de la chapelle de la Maladrerie pour célébrer ses offices.
Le diocèse de Saint-Omer fut définitivement supprimé en 1802 (Bul. du 10 avril 1802) lors du Concordat de 1801, au bénéfice du diocèse d'Arras qui formait alors un diocèse de 878 paroisses et annexes.
XIXe siècle : dans la lignée de Prosper Mérimée et de Eugène Viollet-le-Duc, Prosper Morey met en place lentement un service des monuments historiques, qui a pour but de restaurer la cathédrale d'alors, à ce moment église Notre-Dame.

### De la Seconde Guerre mondiale à nos jours
L'édifice subit de légers dommages lors d'un bombardement en 1942.

## Protections au titre des monuments historiques
La cathédrale est classée au titre des monuments historiques depuis 1840.

## Dimensions
La cathédrale Notre-Dame de Saint-Omer mesure 22.9 mètres de haut sous la voûte et 120 mètres de long pour 53 mètres de large. La tour fait 50 mètres de hauteur.

## Matériaux de construction
Le soubassement et les colonnes du chœur sont en grès de Béthune très résistant. La plupart des arcs sont en pierre dure. Les chapiteaux sont en pierre foncée de Tournai. Les pierres de parement, gargouilles, pinacles sont craie blanche des régions de Fauquembergues, Ardres, Lumbres, facile à travailler mais très sensible au climat et à la pollution. De nos jours, la couverture est en ardoises, mais elle était autrefois en feuilles de plomb.

## Extérieur
Il y a plusieurs types d'architectures : du roman, du gothique primitif, du gothique rayonnant et enfin du gothique flamboyant[réf. nécessaire].

### L'enclos
Cet enclos était constitué par les bâtiments conventuels (ou communs) et les maisons individuelles des chanoines. Les cinq accès étaient marqués à l'entrée de l'enclos par des portes fermées la nuit. Les bâtiments conventuels (bibliothèque, salle du chapitre, …) étaient répartis autour d'un cloître, une galerie de circulation carrée située à l'extrémité du transept nord de la collégiale. En grande partie détruit	à la Révolution française, il en subsiste toutefois un pan de mur en pierre dissimulé sous la végétation.
À la Révolution française, les chanoines sont chassés. Une grande partie des bâtiments canoniaux sont détruits. En 1830, M. Taffin de Givenchy acquiert auprès de la fabrique le terrain de l'ancien cloître attenant à sa maison. Il rachète en 1834 à la ville le préau canonial et ses dépendances utilisés jusque là comme école et qui seront détruits pour édifier une maison. Le palais épiscopal devient tribunal en 1795 puis cour d'assises du Pas-de-Calais. Il subit des modifications comme le couvrement de la cour intérieure et la suppression de la liaison avec la cathédrale. Les maisons de chanoines sont vendues à des particuliers comme biens nationaux. Beaucoup d'entre-elles disparaissent, frappées notamment par le plan général d'alignement des façades de 1828 qui s'applique aussi à l'enclos et en modifie le tracé médiéval (pour la construction de l'école Notre-Dame, par exemple).
De son côté, la municipalité adopte en 1866 un plan d'isolement de la cathédrale côté nord afin d'obtenir des crédits pour sa restauration. À l'expropriation sur une largeur de huit mètres, s'ajoute la destruction des derniers bâtiments attenants, dont la chapelle Sainte-Suzanne du XIIIe siècle, chapelle funéraire de Pierre III, onzième prévôt. Seul le tribunal y échappe.

### Le chevet

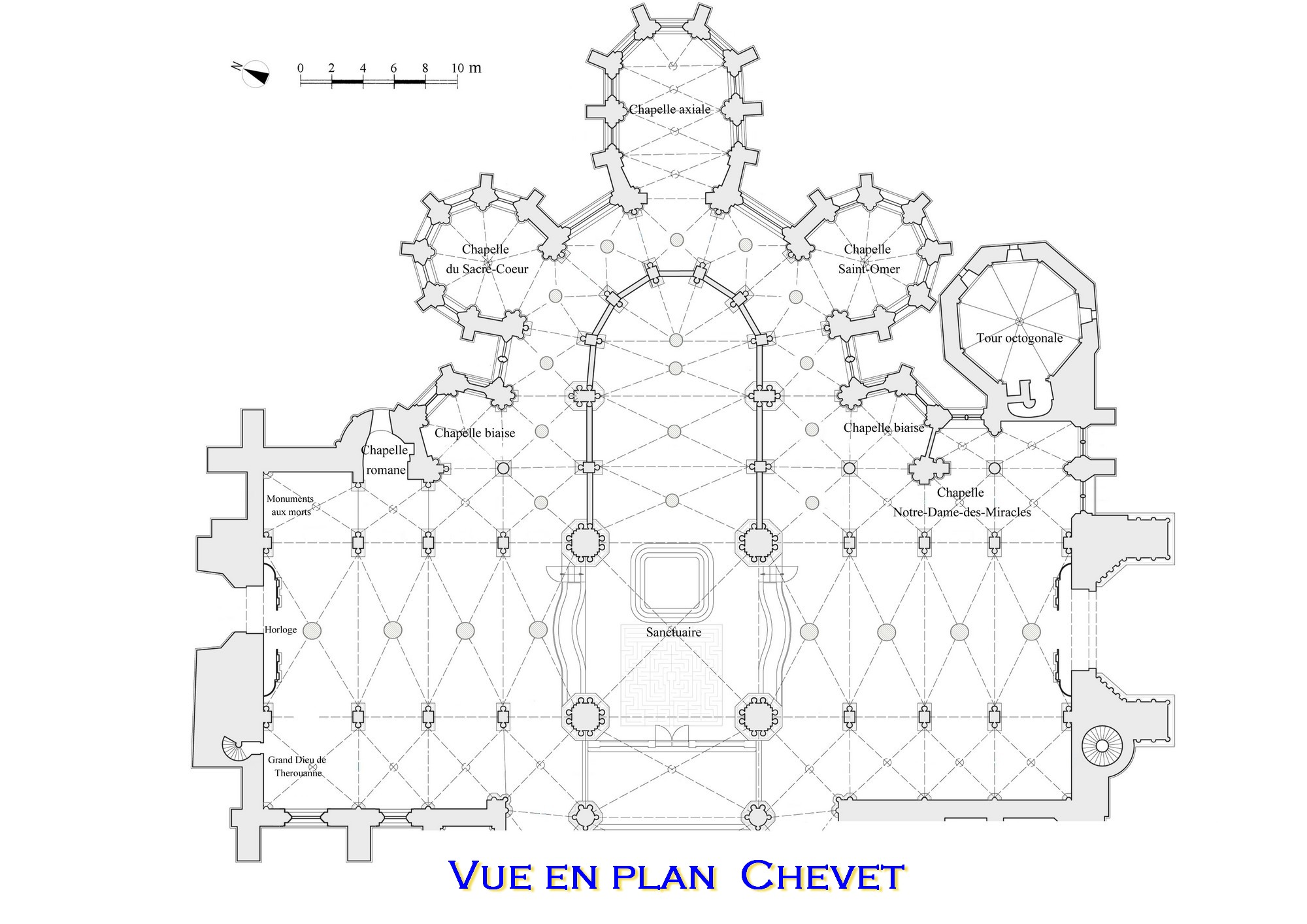
Le plan du chevet.

## Intérieur

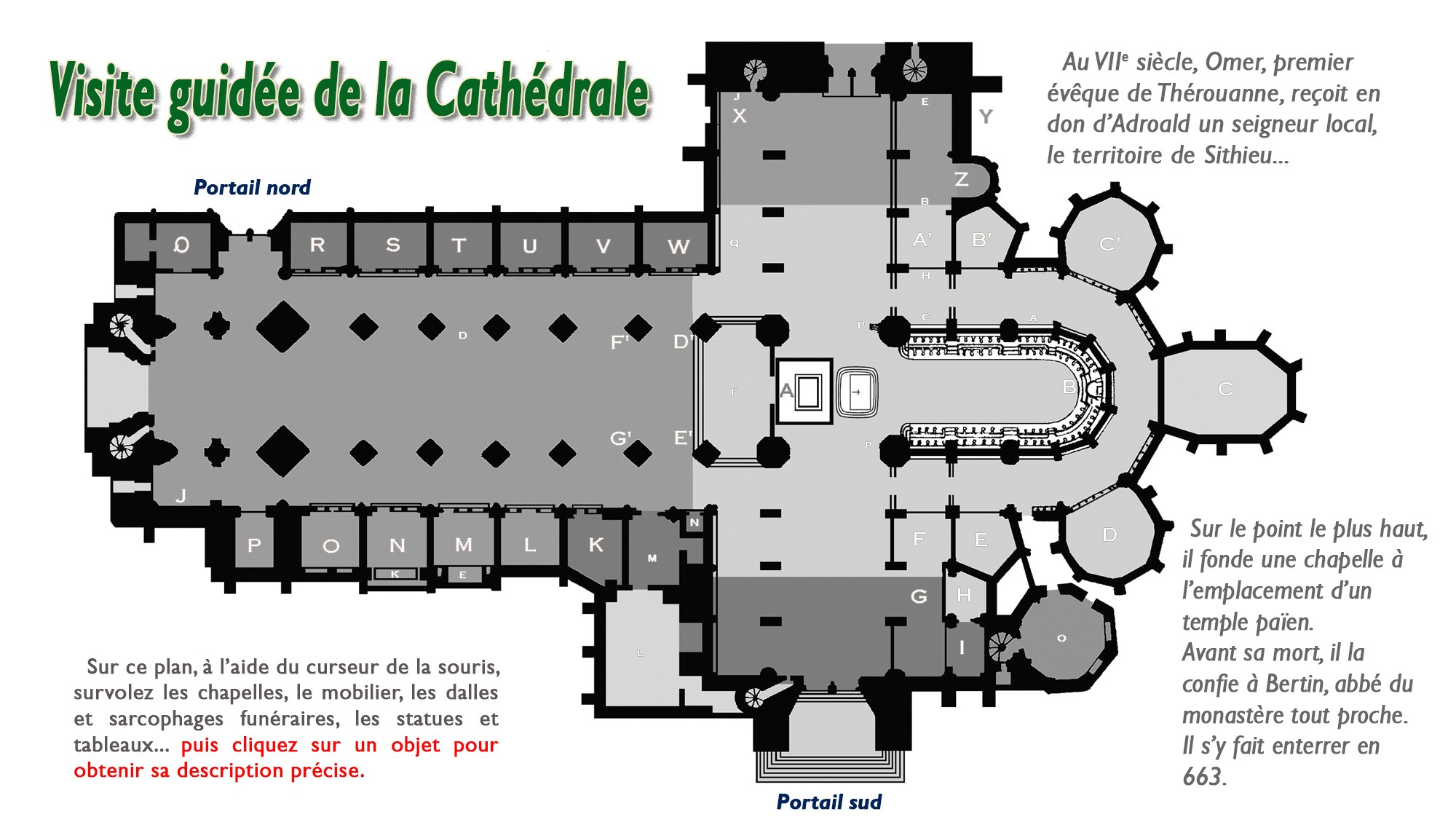
Plan de la visite de la cathédrale Saint-Omer.

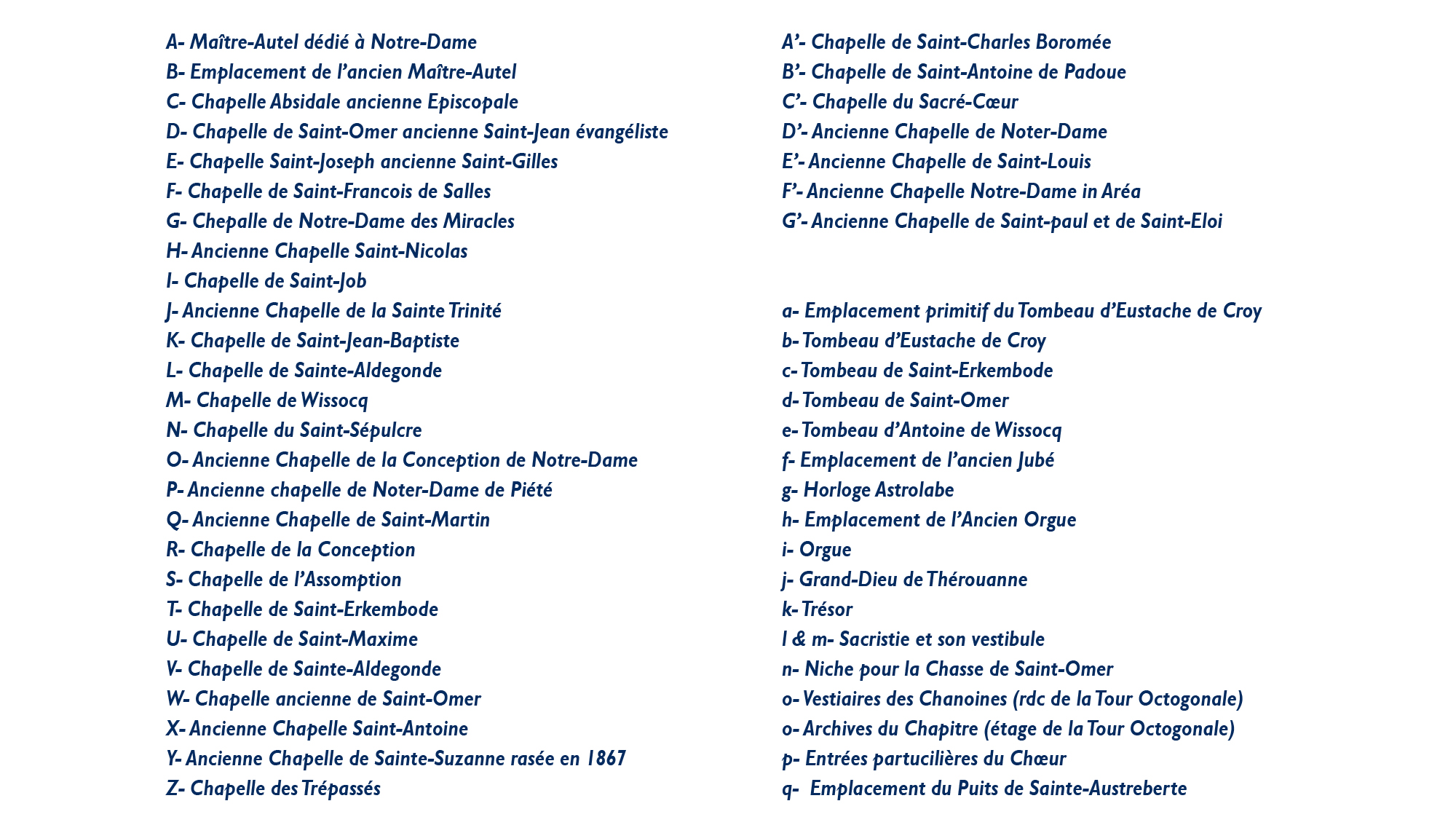
Les chapelles.

### Le chœur

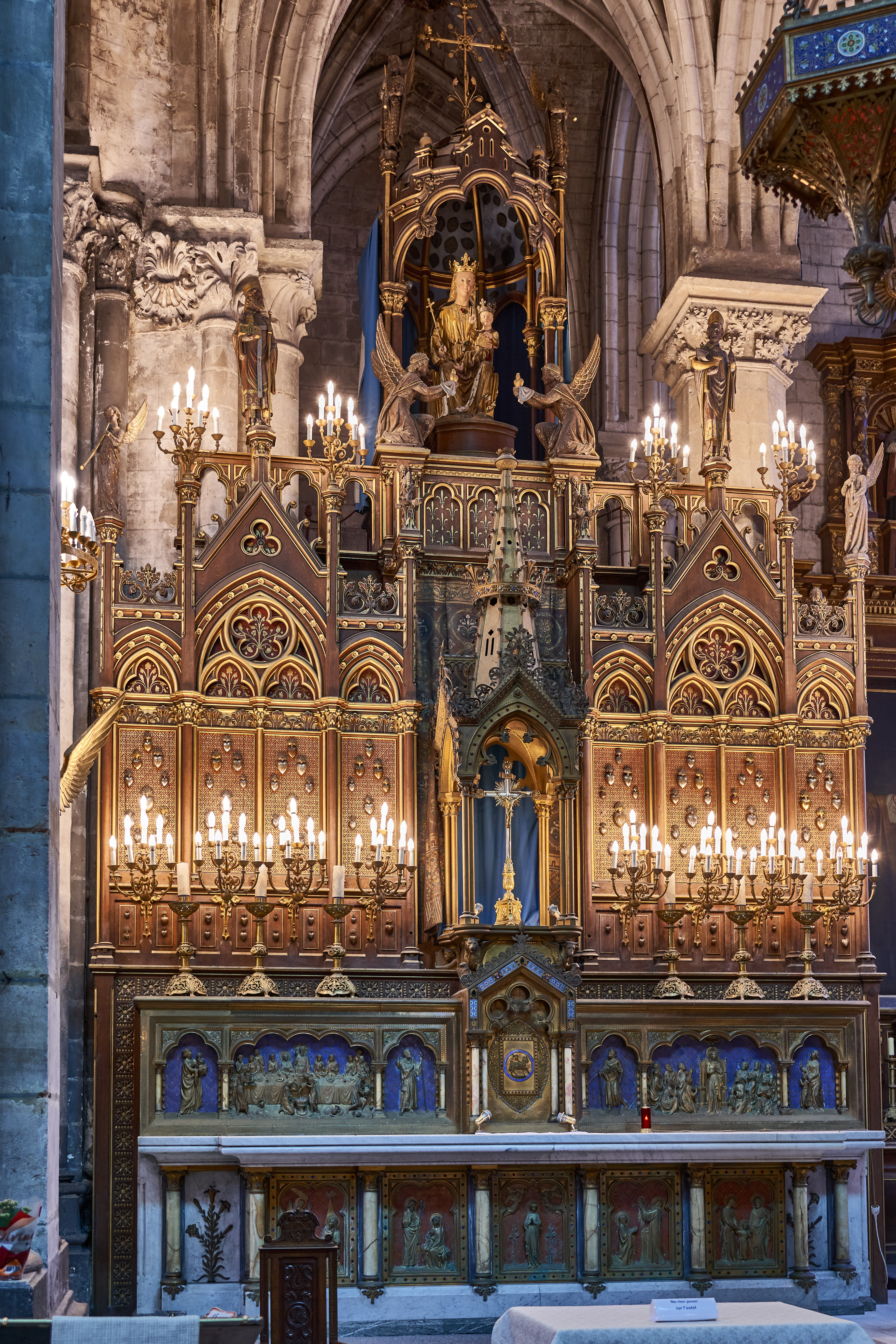
Le choeur de la cathédrale Notre-Dame-des-Miracles.

Des chapelles sont logées de façon biaise (dans les angles entrants transept/chœur) : ce modèle est retrouvé à Ypres et à Tournai. Les chapelles biaises sont  associées à un plan de déambulatoire que l'on retrouve à Saint-Quentin et à Troyes.

### Le déambulatoire
Il se constitue de 5 chapelles rayonnantes :
- Saint Antoine de Padoue[19] ;
- Saint Esprit[20] ;
- Absidale[21] ;
- Saint Omer[22] ;
- Saint Joseph[23].

Afin de visualiser ce déambulatoire imposant nous proposons une vue en plan.

### Le transept
Le transept est allongé au XIVe siècle, car entre 137? et 1389, est prolongé le bras sud du transept de deux travées. À la fin du XVe siècle, la même chose est faite au nord. Les nervures des voûtes du transept sont prismatiques. Le triforium est interrompu dans le transept par des tribunes. La croisée du transept fut surmontée au centre en 1486 d'un petit clocher destiné à recevoir un carillon (comme à Saint-Bertin auparavant), mais cette tourelle fut détruite en 1606 par une tempête.

### Nef et bas-côtés

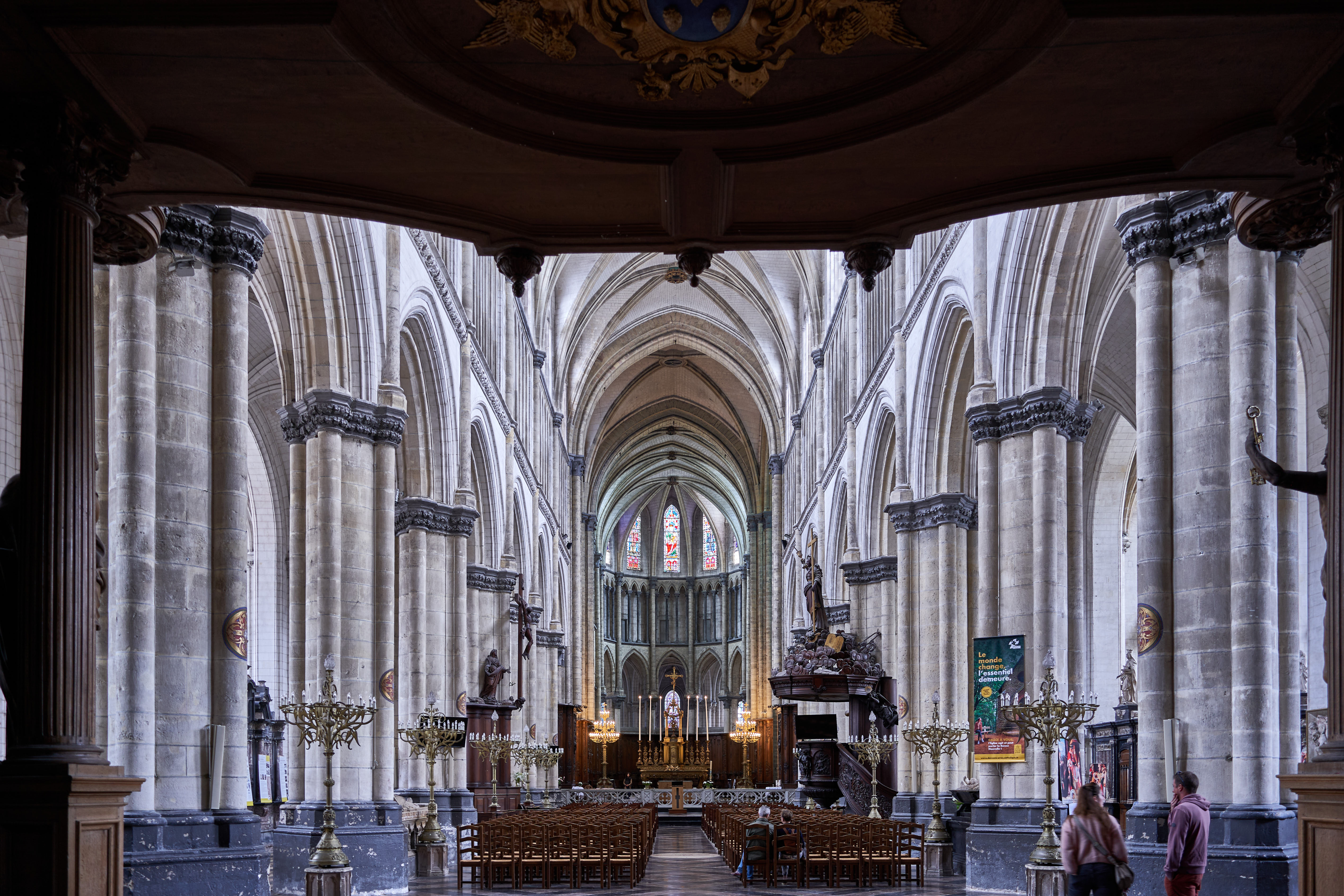
La nef de la cathédrale.

Hauteur 23 mètres et largeur 10 mètres, pas du style rayonnant où l'on cherchait sans cesse plus de lumière. Le clocher porche est un rhabillage de celui du XIIe siècle. La tour octogonale abrite au RDC des expositions et à l'étage supérieur quelques ornements sacerdotaux qui datent du XIVe siècle. Les voûtes datent du XIVe siècle.
Vers 1190, Soissons et Chartres proposent le schéma qui deviendra le modèle classique d'élévation de la nef (trois niveaux dont un triforium). Ce triforium (de Saint-Omer) est comparable à Notre-Dame et à Saint-Sauveur de Bruges. Des arcs trilobés supportent des trèfles aux lobes brisés, ce modèle bertinien sera repris dans le Brabant. La nef est contemporaine à la collégiale de Saint-Quentin (1400–1450). Les chapiteaux aux choux frisés (décor alors peu commun vers cette période de flamboyant).
Les piles sont cantonnées (style de Chartres), noyau circulaire (ou cylindrique) et quatre colonnettes (support rémois) engagées. Seuls les deux piliers qui précèdent le chœur sont cantonnés de 5 colonnes par souci de symétrie avec les faces des piliers de la croisée du transept. Les bases sont constituées de deux tores déprimés séparés par une scotie.

### Le triforium
Le triforium est aveugle, coinçons percés. Sous le triforium court une large guirlande de feuilles et de fleurs : 6 têtes humaines sont mêlées à cette sorte de frise. Les moulures du triforium forment un trilobe pointu. Le croisillon nord est construit entre 1449 et 1472 avec un triforium grille (le style flamboyant s'y fait voir). Les fenêtres hautes sont reléguées dans la lunette de la voûte (élévation comme à Saint-Martin de Ypres). Le tympan est ajouré d'un réseau de mouchettes. Les voûtes actuelles datent de 1506.

### Portail méridional (du Jugement dernier)
Il s'agit du seul tympan du Jugement dernier du XIIIe siècle conservé dans le Nord de la France. Un trumeau : statue de saint Omer, évêque de Thérouanne, remplacée au XVIe siècle par une statue de la Vierge. (Attributs de saint Omer : grappes de raisin, châsse fleurie, source jaillie sous le bâton pastoral).
La composition du Jugement dernier se déroule souvent en 5 actes (1. Les signes précurseurs, 2. L'apparition du juge, 3. La résurrection des morts sortant de leur tombeau, 4. Le jugement, 5. La séparation des élus et des damnés). Ici dans le premier acte, les signes précurseurs sont manifestés par la présence de deux anges agenouillés. Ici le Christ est debout, à Thérouanne il était assis, pour montrer son règne ; et en revanche il est ici debout pour symboliser le caractère surprenant de sa venue. Nous voyons l'ostension des armes : les anges montrent les attributs de la Passion, puis l'ostension des plaies : le Christ lève les bras, les intercesseurs sont Marie et Jean. Nous observons la résurrection des morts, les damnés et l'enfer, une frise végétale, pas de pesage des âmes sur ce tympan, Satan est représenté avec une fourche. Les élus et le ciel sont dans davantage d'espace, la mitre est portée par l'évêque, la couronne par le roi et Abraham porte les élus sur ses genoux.
Les 4 encorbellements qui supportent le linteau sont ornés de deux anges, de Job et de Daniel avec un lion (selon certaines hypothèses il s'agirait de Samson et non pas de Daniel).
Le soubassement comprend une série de niches à frontons triangulaires comprenant des sculptures tirés de la vie et des miracles de saint Omer (copiés d'après les motifs sculptés 100 ans auparavant sur son tombeau visible dans la nef). Il ne reste que 4 motifs, les anges sous le dais ont disparu. La partie inférieure devait être garnie d'un réseau sculpté, treillis de losanges portant des fleurs de lis, des fleurons crucifères et des tours qui seraient les tours de Castille.
Au-dessus, une rose du XIVe siècle surmontée d'un cadran solaire tracé en 1610. Le haut du pignon est percé d'un oculus destiné à éclairer les combles, puis 3 niches ont reçu des statues, dont celle de saint Omer. Elles sont surmontées de couronnements triangulaires ornés ; enfin, le sommet porte 3 clochetons à pinacles, un au centre, deux aux angles latéraux.
Dans sa conception générale, le programme dérive du portail du Jugement d'Amiens (vers 1220–1235) au sommet duquel le juge Christ, certes assis à Amiens, est aussi encadré des intercesseurs, de deux anges portant les Arma Christi et de deux anges agenouillés en prière tandis que les anges de l'Apocalypse sonnant de la trompette se trouvent relégués aux extrémités du registre inférieur où est représentée la résurrection des corps.

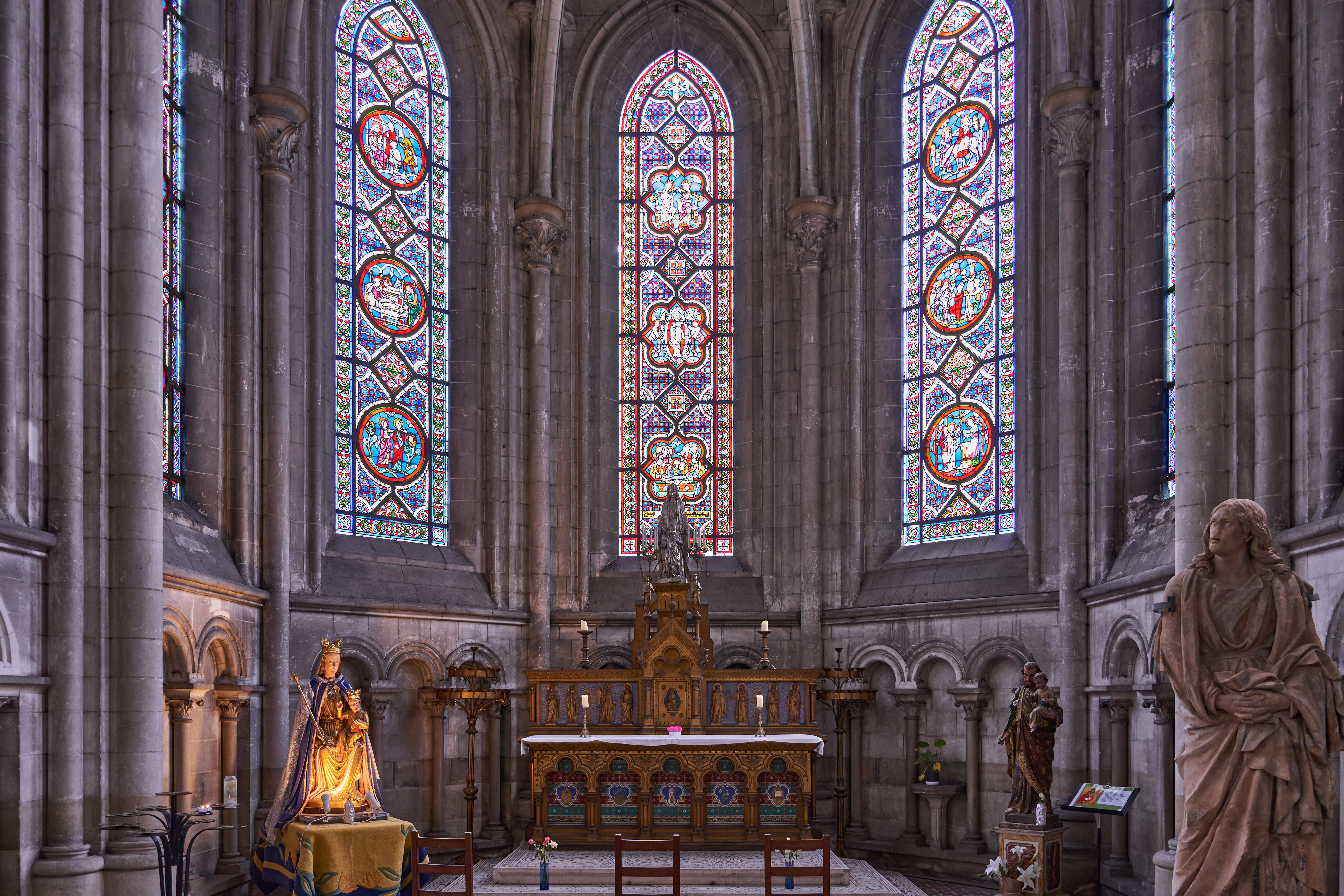
Une des chapelles latérales.
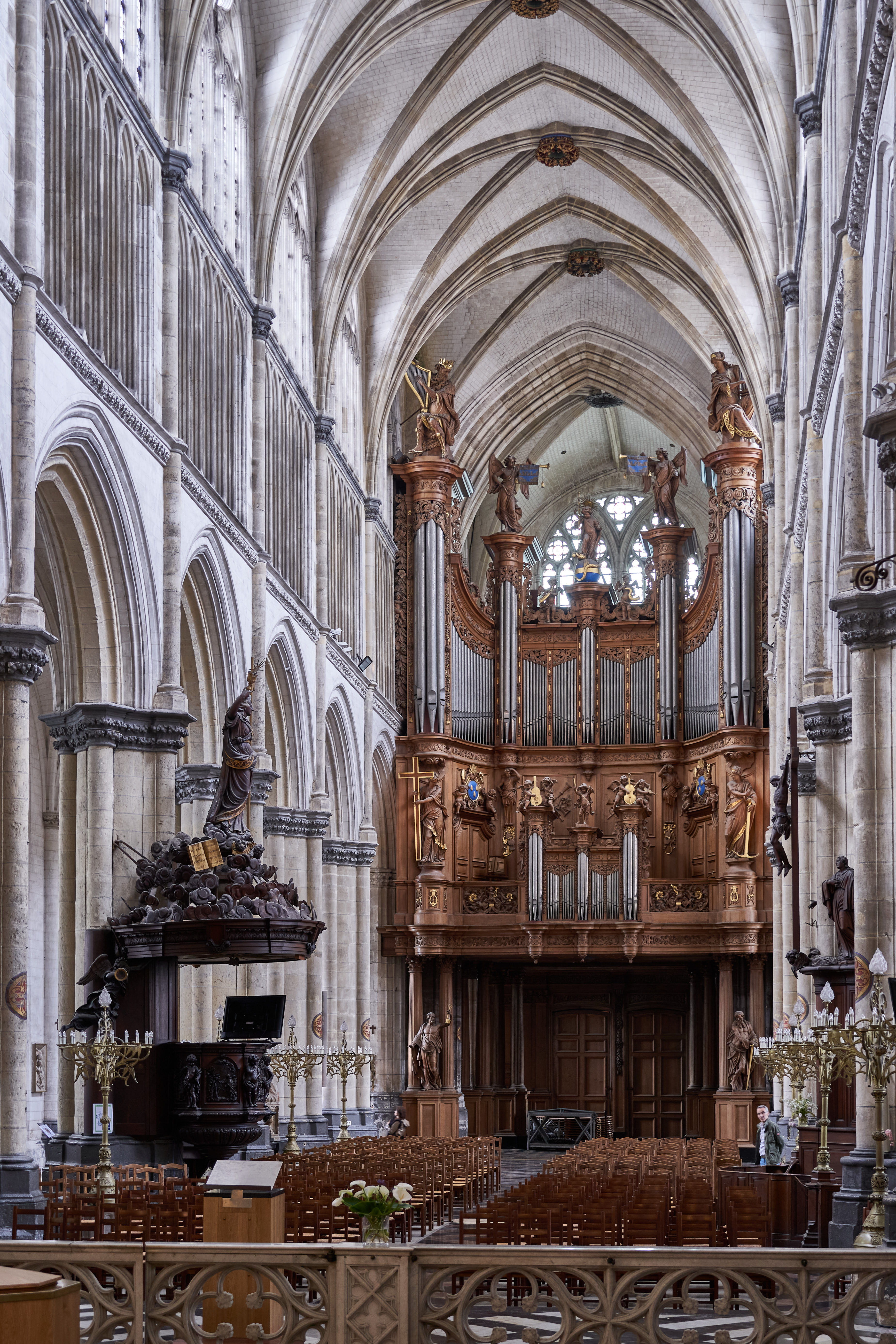
Vue arrière de la nef, vers les grandes orgues.
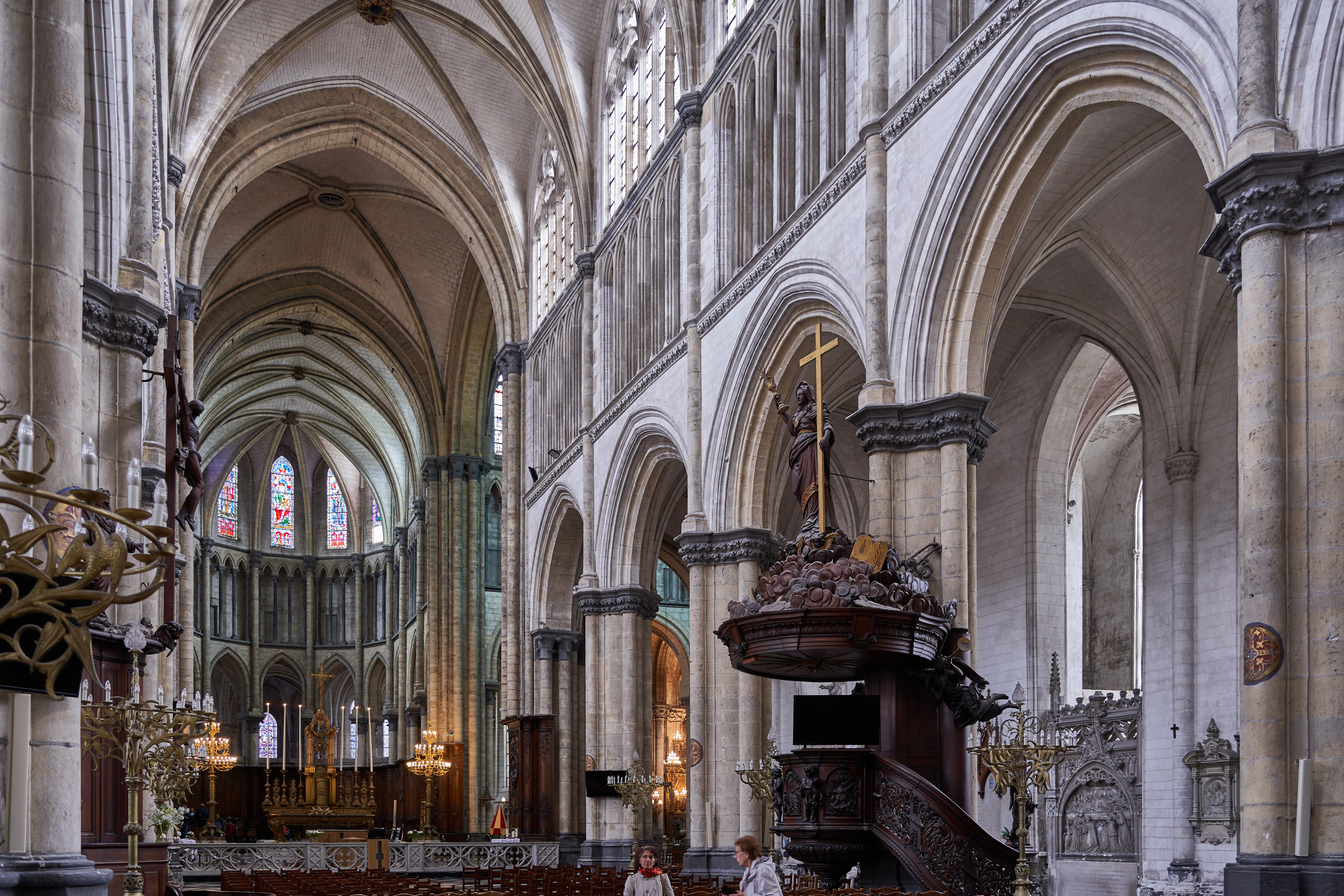
La nef et le choeur.

### Horloge astrolabe

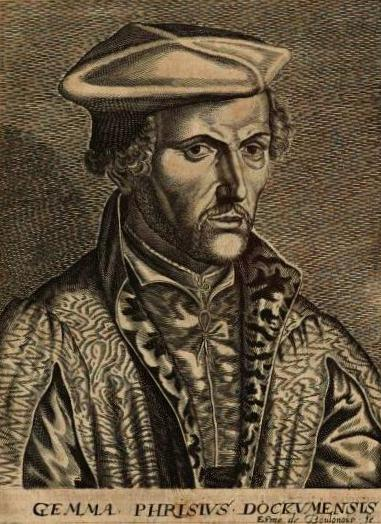
Gemma Frisius par Issac Bullart (1682).

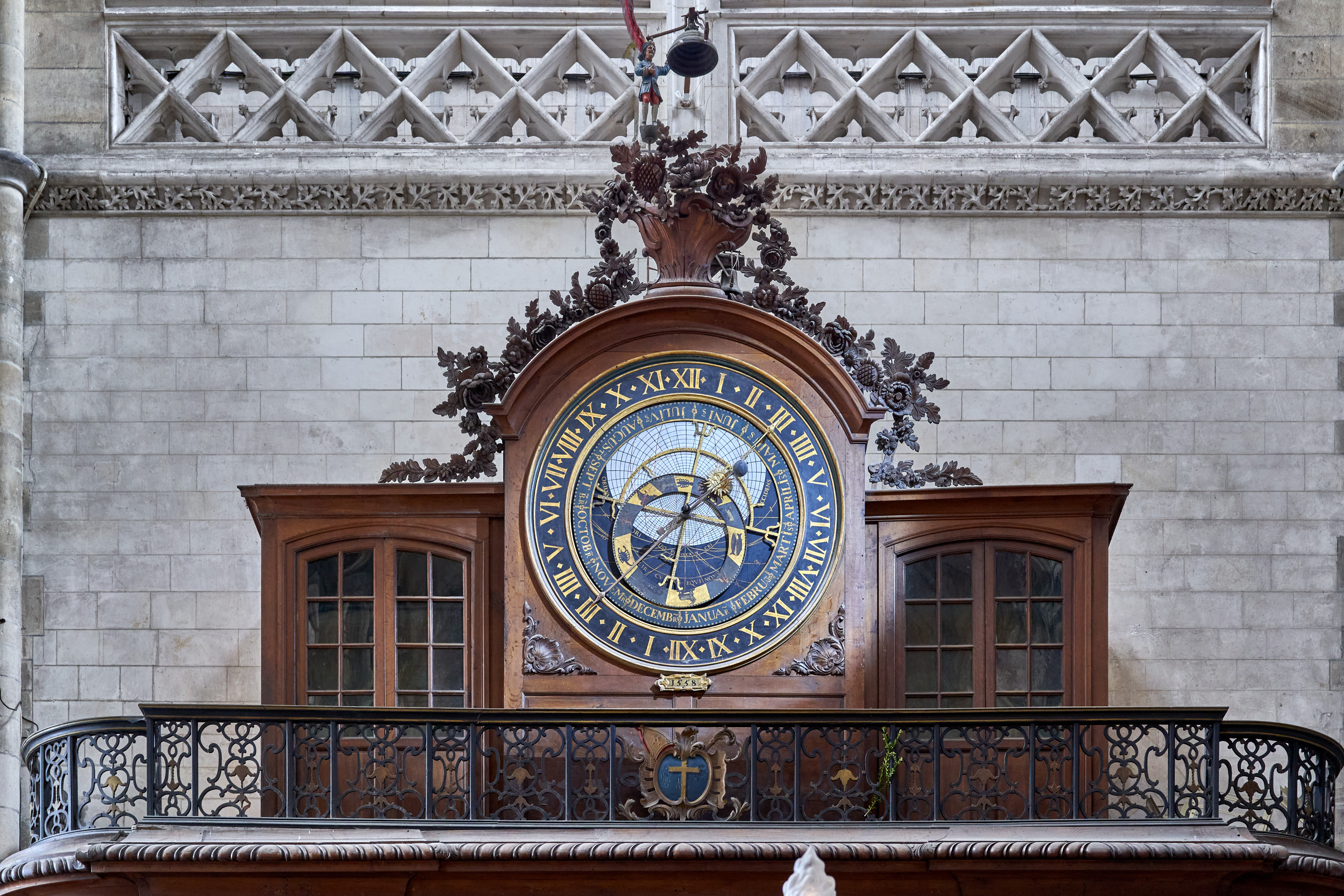
L'horloge astronomique de 1558, vue partielle.

L'horloge astrolabe date de 1558. C'est l'œuvre de Pierre Enguerran, horloger de Saint-Omer, sur commande du chapitre de la Collégiale à la date du 16 août 1555. Le cadran astrolabique est encore dans son état originel. Cette horloge est en fait la seconde horloge de cette cathédrale. C'est en 1385 que l'on trouve son existence car il y est fait des travaux de restauration de la lune et du soleil. C'était donc, déjà, une horloge astronomique. Au vu de toutes les indications et du peu de pièces en mouvement, cette horloge est unique en Europe. Elle ne dérive que de 30 secondes par semaine. Afin de caler correctement cette horloge, un très grand cadran solaire a été exécuté en 1610, et porte les signes du zodiaque. Des calculs complexes ont été nécessaires à sa réalisation et sont attribués à Gemma Frisius (1508–1555) et à son neveu et successeur Arsenius Frisius. Trois mécanismes sont en actions synchronisées : le mécanisme de l'horloge, le mécanisme des sonneries, le mécanisme de l'astrolabe.
L'entraînement du mécanisme d'horloge était assuré par un poids ; originellement une couleuvrine de 47,2 kg suspendue à un câble enroulé sur un tambour. La régulation est assurée par un échappement constitué d'une roue de rencontre, un axe à palettes surmonté d'un foliot permettant un réglage par la position des masses placées sur chaque extrémité du foliot. Elles permettent de régler le rythme du va-et-vient grâce aux masses appelées aussi régules. Le mécanisme des sonneries s'effectue par un jacquemart au-dessus de l'horloge, il sonne les heures et demi-heures sur le même timbre les quarts et trois-quarts par une clochette. L'astrolabe fonctionne avec cinq rouages dont trois solidaires de l'aiguille des heures, de l'araignée, de la lune, les deux derniers sont alloués aux satellites un et deux.
Le mouvement de l'horloge est transmis au rouage solidaire des aiguilles des heures avec 168 dents qui effectue sa rotation en 24 heures un septième de 168. Il supporte les axes des satellites de 52 dents et 100 dents. Leurs axes effectuent une rotation en 24 heures.

### Les gisants

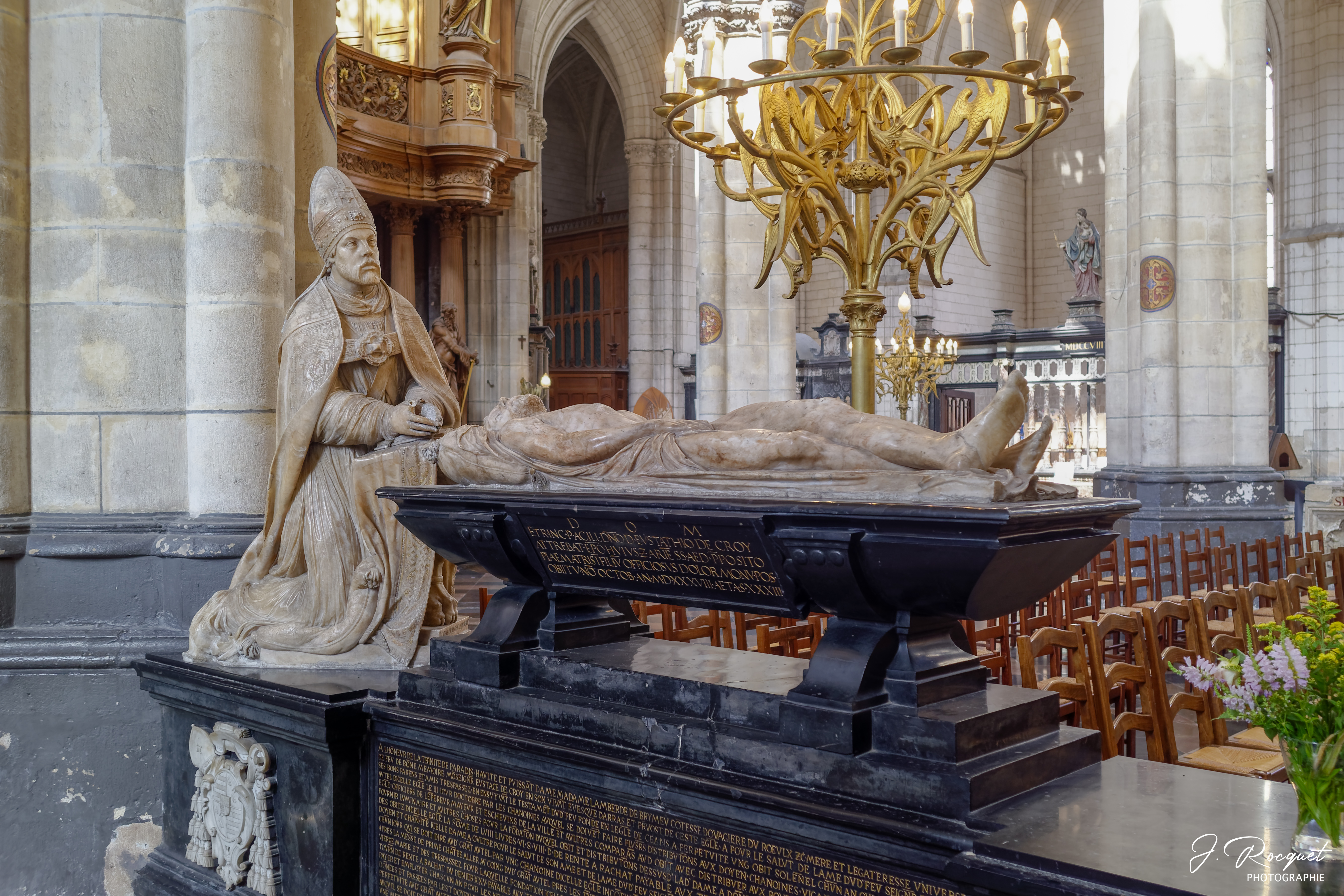
Mausolée d'Eustache de Croÿ.

La cathédrale abrite des tombeaux à gisants, qui dispose chacun d'une épitaphe. Le plus connu est sûrement le mausolée d'Eustache de Croÿ, mais il y a aussi la Vierge à l'Enfant, le songe de Saint Joseph, la Vierge au chat et l'ange pleureur[Qui ?].
À gauche se trouve l'évêque sur son prie Dieu, dont la finesse du travail de Jacques du Broeucq est souvent remarquée. À droite il y avait une femme en longs vêtements tenant un calice. Elle était le symbole de la Foi. Les révolutionnaires substituèrent une pique au calice et elle devint ainsi la déesse de la liberté. Elle fut placée sur le char du « triomphe de la raison », et elle est aujourd'hui disparue. Entourant ce mausolée il y avait deux anges, ou putti pleureurs, dont un seul subsiste. Il est aujourd'hui au-dessus du monument funéraire de Jean Bur sous l'orgue du côté des fonts baptismaux. En 1543 Lamberte de Brimeu, qui avait fait construire ce mausolée, y fit déposer le corps d'un enfant d'Adrien de Croÿ. Le 7 juin 1553 c'est le cœur d'Adrien qui y est déposé. Puis elle viendra elle-même reposer auprès de son fils.
La Vierge au chat, et le songe de Saint Joseph. Ces deux reliefs sont dans le collatéral Sud. Selon la tradition ils proviendraient de la Chartreuse de Longuenesse. Très similaires en taille, leur attribution à Jacques du Broeucq a fait l'objet de débats, Mains détails ont permis de confirmer leurs origines. Par exemple par rapport au retable de St Jean l'évangéliste dans l'église de Mons où l'on retrouve le même visage de l'ange, par la chevelure de la Vierge, etc.
La Vierge à l'Enfant, remarquable par la finesse des traits, l'expression de Marie, le sourire de l'Enfant. Ce relief signé à la ceinture, provient du monument funéraire de Philippe de Marnix de Sainte-Aldegonde, grand bailli de St-Omer. Il appartenait à la chartreuse du Val de Sainte-Aldegonde de Longuenesse. Il est visible dans une des chapelles du collatéral nord, la chapelle des Vocations. Le fragment que possède la cathédrale faisait partie d'un ensemble beaucoup plus imposant. Malheureusement les gisants et la femme de Philippe de Marnix de Sainte-Aldegonde qui en subsistaient au (XIXe siècle) furent vendus par le conseil de fabrique de la Cathédrale pour en faire de la chaux.
Peut être d'autres, qui figure dans le dossier de la cathédrale au ministère de la Culture, il est fait mention d'un relief appartenant à la collection personnelle de Monnecove, de deux petits bas reliefs appliqués contre les murs de la cathédrale, une scène du Calvaire et la descente de Croix, d'un monument funéraire de François d'Audenfort très mutilé à l'église Saint Denis, du jubé de Saint Bertin :
- le cénotaphe de saint Omer ;
- le tombeau  de saint Erkembode ;
- le mausolée d'Eustache de Croÿ (1540) du sculpteur Jacques Du Brœucq (1540)[29].

### Labyrinthe

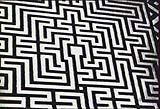
Labyrinthe de la cathédrale Notre-Dame de Saint-Omer, copie de celui de l'abbatiale Saint-Bertin de Saint-Omer.

Elle possède un des rares labyrinthes des cathédrales françaises. Le labyrinthe est daté de 1716, c'est une copie en réduction de celui situé dans l'Abbaye Saint-Bertin de Saint-Omer, construit par le chanoine Lambert au XIIe siècle. Contrairement aux labyrinthes symboliques de la cathédrale Notre-Dame d'Amiens ou de la cathédrale Notre-Dame de Chartres dont le chemin est très épuré, celui-ci est complexe. Il mesure 49 carreaux de côté, soit 1 240 carreaux noirs et 1 161 carreaux blancs. Le centre représente une croix noire, appuyée de 9 carreaux blancs. Le labyrinthe de la cathédrale de Saint-Omer, de forme carrée, se trouve à la croisée du transept et de la nef. Il est parfois difficile à voir dans sa totalité car l'usage de la cathédrale et la position du labyrinthe le placent souvent recouvert soit d'une estrade soit d'un autel.
Comme les autres labyrinthes, il est chargé de représenter symboliquement le calvaire du Christ sur son Chemin de croix, symbole lui-même du chemin d'une vie vers la consécration divine. Le jour de Pâques, les pèlerins pouvaient parcourir à genoux le chemin qui mène à la croix, comme substitut du pèlerinage de Jérusalem. Ce chemin de croix portait le nom de Lieue, et nécessitait un parcours d'une heure.

### Notre Dame des Miracles
Notre Dame des Miracles y tient une place très importante dans les croyances des Audomarois.

### Œuvres d'art

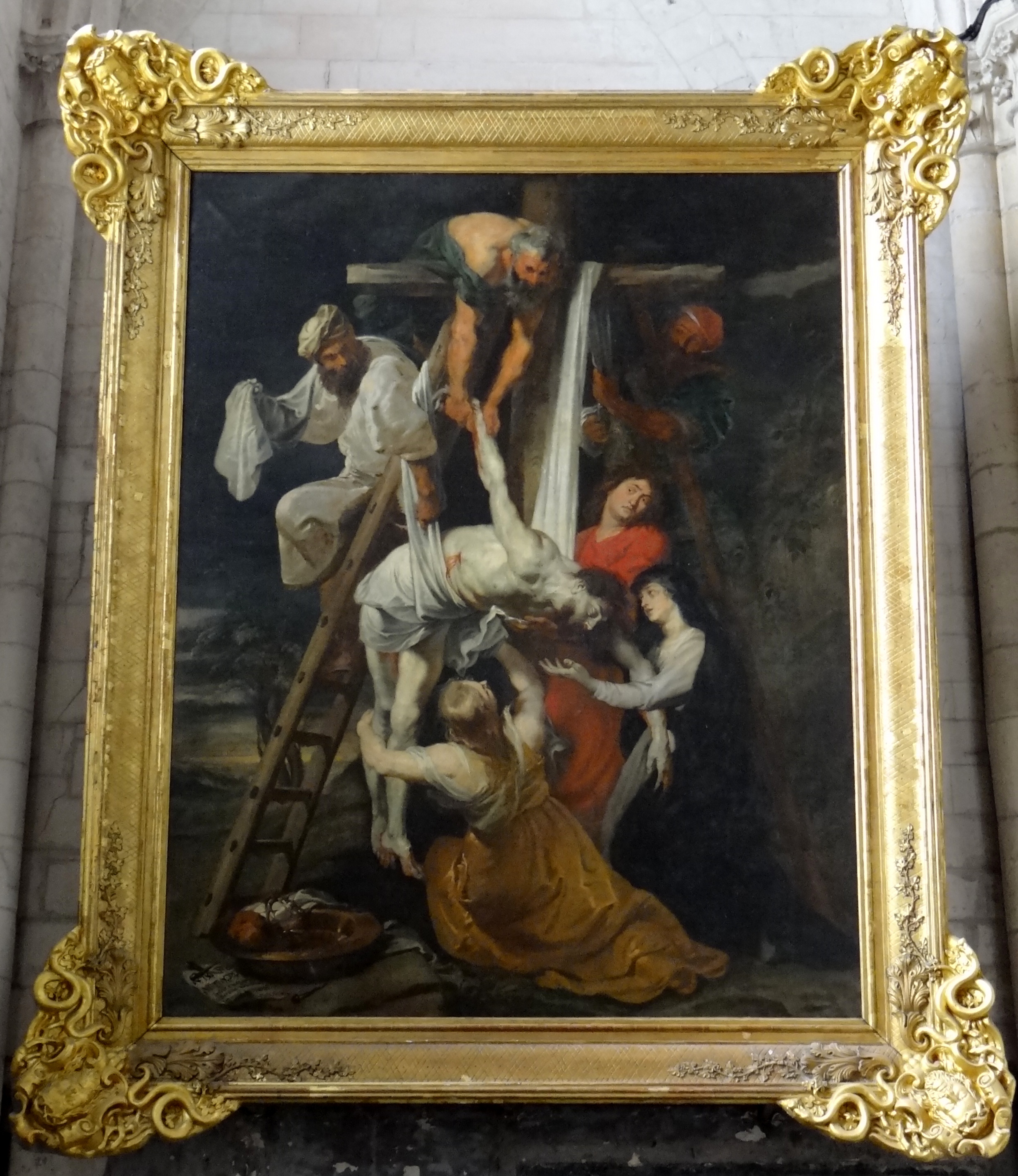
Descente de croix de Rubens (1616).

La cathédrale Notre-Dame possède un certain nombre d'œuvres d'art parmi lesquelles :
- un tableau de Pierre Paul Rubens représentant la descente de la croix[32], en fait une re-déposition (il y en a 5 dans l'ancienne région  Nord-Pas-de-Calais) ;
- une Vierge au Chat (haut relief placé entre deux chapelles méridionales) ;
- une représentation de Chadrak, Méchak et Abed-Nego dans la fournaise avec l'ange salvateur (haut relief d'une sépulture - chapelle absidiale méridionale) ;
- le triptyque dit du Grand Dieu de Thérouanne (près de l'astrolabe mentionné ci-dessus) ;
- un dallage, aujourd'hui placé contre un mur près de l'entrée Nord, représentant un pèlerin à quatre chaussures ;
- des dalles du XIIIe siècle représentant des fables.

### Fonts baptismaux
Les fonts baptismaux proviennent de l'ancienne église Sainte-Aldegonde qui se situait sur la place du Vieux-Marché, actuelle place Victor-Hugo.[réf. nécessaire]

## La musique

### Les cloches et le carillon
Le clocher abrite une sonnerie de 6 cloches :
- Julienne (bourdon) : La bémol 2 - 5520 kilos, fondue en 1920 par Charles Wauthy, fondeur à Douai ;
- Marie 1 : Si bémol 2 - 2950 kilos, fondue en 1852 par Petitfour, fondeur à Arbot (Haute-Marne) ;
- Marie 2 : Mi bémol 3 - 990 kilos, fondue en 1831 par François Gorlier, fondeur à Frévent (Pas-de-Calais) ;
- Omer : Sol 3 - 535 kilos, fondu en 1686 ;
- Domitille : La 3 - 452 kilos, fondue en 2017 à la fonderie Eijsbouts d'Asten (Pays-Bas) ;
- Jeanne : Si 3 - 250 kilos, fondue en 1933 par Charles Wauthy, fondeur à Douai.

Cette sonnerie de six cloches a comme particularité, entre autres, d'être issue de cinq fonderies différentes. Domitille, la dernière née, a été baptisée le 26 février 2017.

### Les grandes orgues

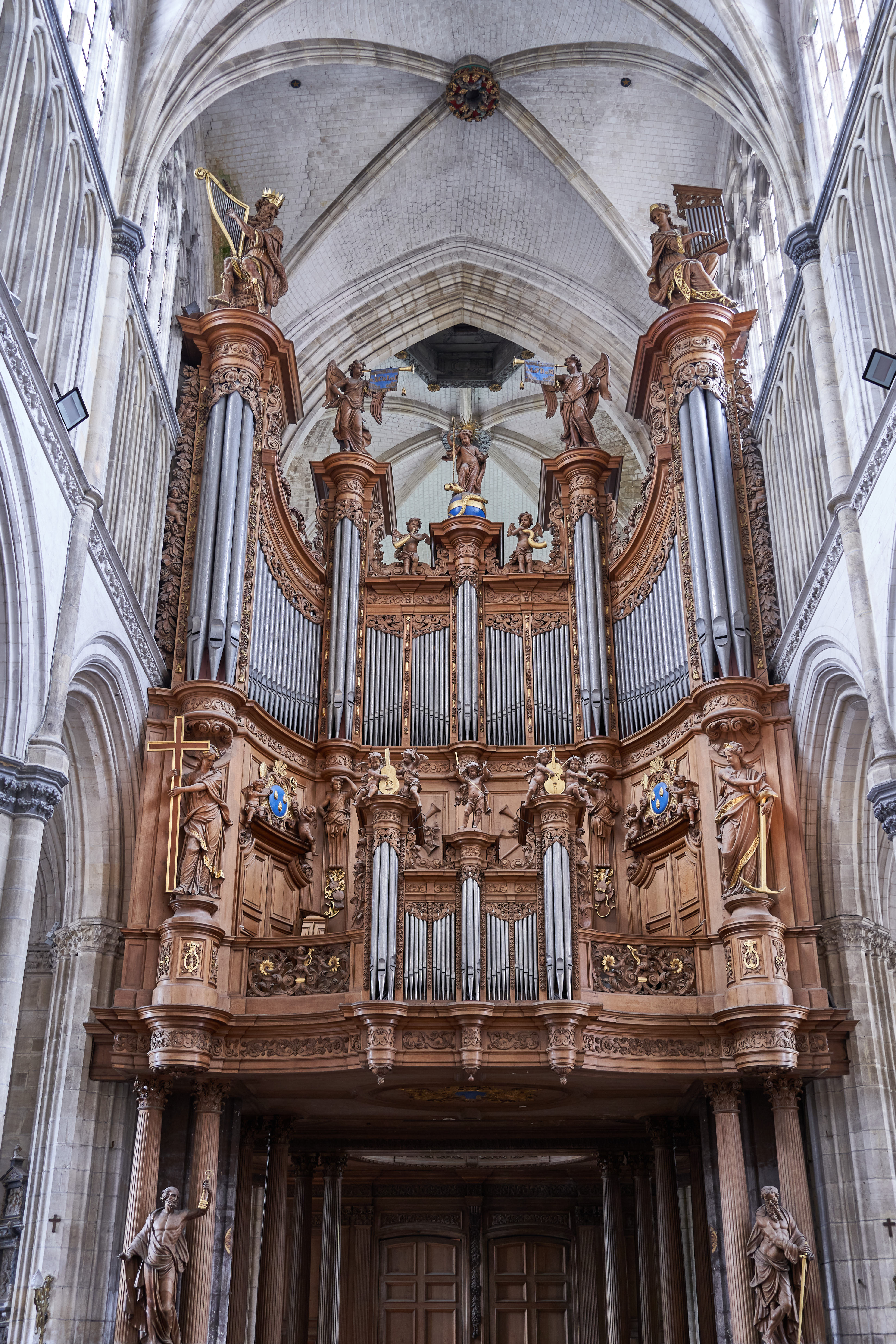
Les grandes orgues de la cathédrale Notre-Dame de Saint-Omer.

Jehan Titelouze a été organiste de la cathédrale, nommé en 1588. C'est sur les grandes orgues que Claude Joseph Rouget de Lisle aurait entendu l'oratorio d'Esther du maître de chapelle Jean-Baptiste Grisons dont il se serait inspiré pour composer l'air de La Marseillaise.
Les ressources du chapitre de la cathédrale ayant augmenté, il a décidé de doter la cathédrale d'un grand orgue. Un premier accord est passé le 20 décembre 1715 avec les frères Thomas et Jean-Jacques des Fontaines de Douai pour fournir « un instrument d'orgue de seize pieds à quatre claviers à la main et un de pédalle. Lequel orgue sera composé de cincquante deux jeus ... moiennant la somme de quatorze mil trois cens soixante quinze livres monnoie courante ». Le second accord a été passé le 17 février 1716 avec Jean Piette, maître menuisier, et Antoine-Joseph Piette (1683–1755), maître sculpteur, de Saint-Omer, assistés de Jean-Henri Piette (1688–1762), menuisier, et Jacques Baligant, sculpteur, comme cautions, qui s'obligent « moiennant la somme de six mille deux cens cinquante livres, plus cinquante livres pour pot-de-vin, de fournir ladite quaisse ou buffet de l'orgue selon les proportions du dessin ou modèle en bois qui est au chapitre, de l'exécution dudit maître Jean Piette ... y compris tous les ornemens en sculpture qui doivent accompagner tout l'ouvrage comme aussi toutes les figures tant grandes que petittes, au nombre de vingt quatre de la hauteur et proportion, conformément au modèle, et en y adjoutant celles qui n'y sont pas »,,. Le buffet occupe, sur toute leur largeur, deux travées de la nef, et la tribune est supportée par 12 colonnes de chêne cannelées.
Le buffet est orné de panneaux sculptés et de multiples statues de grande taille : Saint Pierre et Saint Paul de part et d'autre du portail principal, encadrant la tribune : les statues allégoriques de la Foi et de l'Espérance ; plus haut de nombreuses statues d'anges et de chérubins musiciens, et au-dessus des grandes tourelles latérales, le roi David jouant de la harpe et sainte Cécile au clavier d'un orgue portatif. Ce buffet a fait l'admiration entre autres, de Charles Burney, un musicographe anglais passant à Saint-Omer - il le cite en 1771 dans son ouvrage sur la situation de la musique en France et en Italie.
L'instrument a été grandement refait par Aristide Cavaillé-Coll qui le dota de 49 jeux en 1853. Il sera inauguré le 26 juin 1855 par l'organiste de l'église de la Madeleine à Paris, Louis James Alfred Lefébure-Wély.
| I - Positif 54 notes |
| Montre 8'            |
| Bourdon 8'           |
| Salicional 8'        |
| Prestant 4'          |
| Dulciane 4'          |
| Flûte douce 4'       |
| Nasard 2 2/3'        |
| Doublette 2'         |
| Plein jeu III + II   |
| Cornet 5r            |
| Trompette 8'         |
| Clairon 4'           |
| Cromorne 8'          |

| II - Grand Orgue 54 notes |
| Montre 16'                |
| Montre 8'                 |
| Bourdon 8'                |
| Gambe 16'                 |
| Viole de gambe 8'         |
| Bourdon 16'               |
| Prestant 4'               |
| Flûte octaviante 4'       |
| Cornet 5r                 |

| III - Bombarde 54 notes |
| Flûte harmonique 8'     |
| Octave 4'               |
| Doublette 2'            |
| Fourniture 5r           |
| Cymbale 4r              |
| Bombarde 16'            |
| Trompette 8'            |
| Clairon 4'              |
| Basson 8'               |

| IV - Récit expressif 54 notes |
| Voix humaine 8'               |
| Basson et Hautbois 8'         |
| Viole de gambe 8'             |
| Voix céleste 8'               |
| Flûte harmonique 8'           |
| Viole de gambe 4'             |
| Bourdon 16'                   |
| Flûte octaviante 4'           |
| Octavin 2'                    |
| Bombarde 8'-16'               |
| Trompette 8'                  |
| Clairon 4'                    |

| Pédalier 30 notes |
| Flûte 16'         |
| Flûte 8'          |
| Flûte 4'          |
| Bombarde 16'      |
| Trompette 8'      |
| Clairon 4'        |

### Le chant

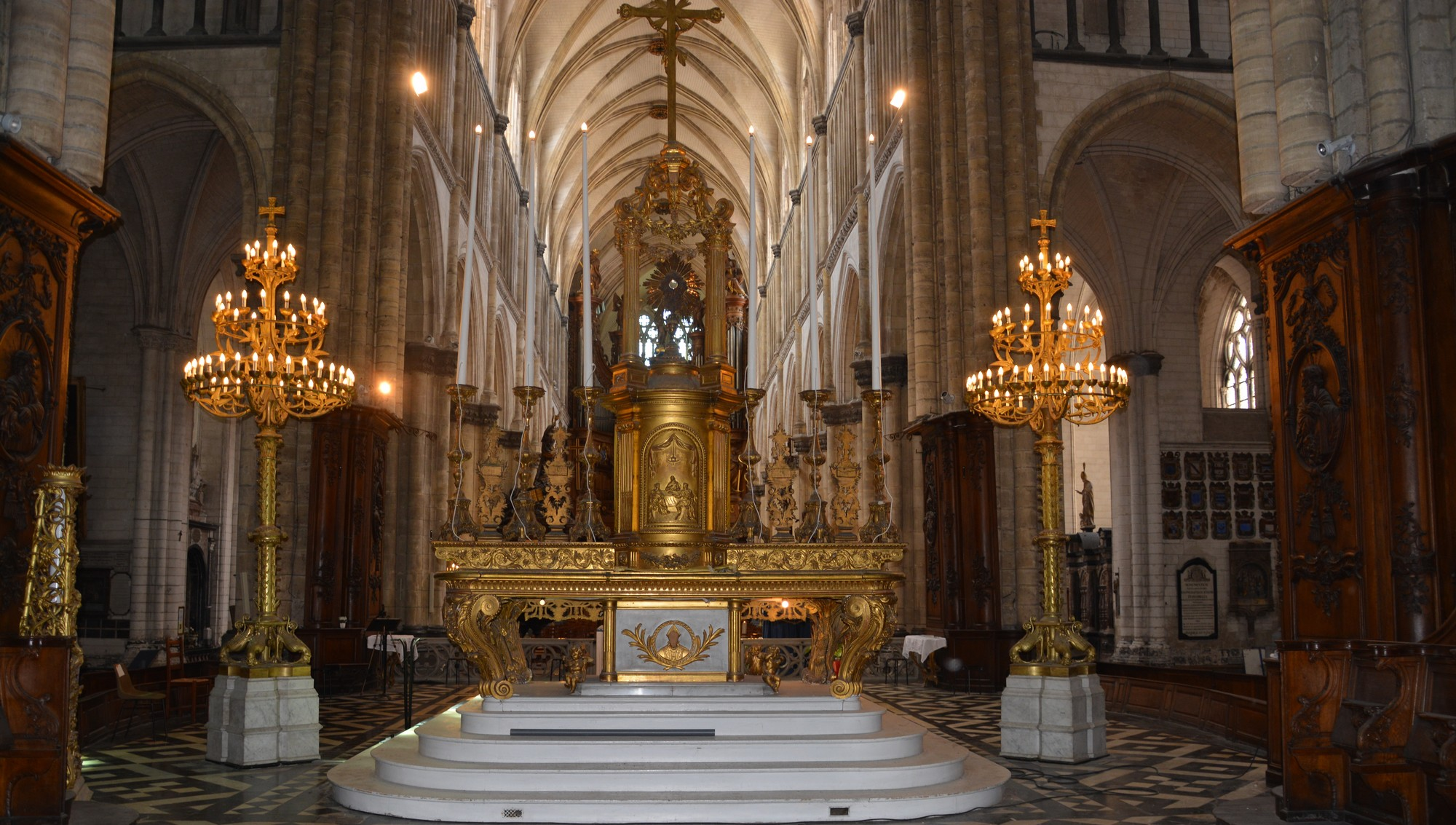
Le maître-autel.

La cathédrale accueille parfois des chœurs interprétant de la musique sacrée.

## La cathédrale aujourd'hui

### La cathédrale dans le diocèse
La cathédrale, est, étymologiquement, le lieu de la cathèdre, c'est-à-dire le siège de l'évêque. Mais celui-ci n'est pas présent en permanence dans son église. Le recteur est le prêtre responsable de la cathédrale en tant que monument et en tant que première église du diocèse. Elle fait partie, avec, onze autres églises des environs, de la paroisse Saint-Benoît en Morinie et dépend du doyenné de Morinie dans le diocèse d'Arras.   

### Les messes en temps ordinaire
Cathédrale – 8 h 30 : tous les jours, sauf lundi 18h . La messe dominicale ordinaire est à 9h30.
L'édifice est doté d'une capacité d'accueil de 600 personnes en temps normal.

### Visites
La cathédrale est ouverte toute l'année de 8h à 18h et met à disposition de ses visiteurs des visites guidées payantes.

#### Bases de données et dictionnaires
- Site officiel
- Ressources relatives à la religion :   - Clochers de France
  - GCatholic.org
  - Observatoire du patrimoine religieux
- Ressources relatives à l'architecture :   - Mérimée
  - Structurae